# کانکرور
کانکرور (به انگلیسی: Konqueror)، یک مرورگر وب آزاد و متن باز و یک مدیر پرونده است که از قابلیت نمایش پرونده در محیط‌های مختلفی همچون پرونده‌های محلی، پرونده‌ها در یک سرور دور و پرونده‌های یک تصویر دیسک پشتیبانی می‌کند. کانکرور در کنار دلفین مدیر پروندهٔ اصلی میزکار کی‌دی‌ای است.